# Epidemia de desmaios na Cisjordânia (1983)
A epidemia de desmaios da Cisjordânia em 1983 ocorreu no final de março e início de abril de 1983. Pesquisadores apontam para a histeria coletiva como a explicação mais provável. Um grande número de palestinos queixou-se de desmaios e tontura, a grande maioria dos quais eram adolescentes, e um número menor de mulheres soldados israelenses em várias cidades da Cisjordânia, levando a 943 hospitalizações.
Incitados pela imprensa, tanto os israelenses quanto os árabes culparam-se mutuamente pela epidemia.

## A epidemia
Os primeiros desmaios eram em 21 de março de 1983, na Cisjordânia cidade de Arrabah sob domínio israelense, quando uma menina correu para a janela, tossindo e reclamando de dificuldades para respirar. Em poucas horas, outros seis estudantes reclamaram dos mesmos sintomas. O pânico se espalhou para outras classes. Médicos israelenses e palestinos, ao investigarem, também teriam detectado um odor nauseante na escola. Também foram relatados casos de vômitos e queixas de visão turva. As alunas adoeceram e algumas desmaiaram. Na época, as meninas estavam em salas de aula diferentes. Elas foram levadas a hospitais, mas nenhuma causa médica para suas queixas foi encontrada. Algumas mulheres soldados israelenses que escoltaram as meninas apresentaram os mesmos sintomas, incluindo náusea, tontura, dores de cabeça e de estômago.
A escola em Arrabah onde a epidemia começou viu 32 meninas afetadas. Nas duas semanas seguintes, 57 meninas palestinas reclamaram de sintomas semelhantes na Escola de Ensino Fundamental de Zahra em Jenin (26 de março), 37 em Tulcarém (29 de março), 310 em Hebrom (início de abril) e outras cidades, com 943 pessoas eventualmente hospitalizados na Cisjordânia, Jerusalém e Tel Aviv. As autoridades militares israelitas na Cisjordânia fecharam as escolas palestinianas durante 20 dias durante a epidemia.
Os Centros de Controle de Doenças (em inglês:  Centers for Disease Control, CDC) dos Estados Unidos escreveram em seu relatório sobre a epidemia que ela ocorreu em três ondas. A primeira onda, de 21 a 24 de março de 1983, começou por volta das 8h, "quando uma estudante de 17 anos sentiu uma sensação de irritação na garganta e teve dificuldade para respirar logo após entrar na sala de aula" em Arrabah, escreveu o CDC. Os sintomas logo se espalharam para colegas de classe e pelo menos um professor, e algumas meninas reclamaram de um cheiro de ovo podre. “Com base nos relatos de odor dos estudantes, eles suspeitaram da presença de um gás tóxico e imediatamente iniciaram uma busca generalizada, mas sem sucesso, pela fonte”, escreveu o CDC. O CDC informou que 70% dos pacientes da primeira onda eram meninas em idade escolar entre 12 e 17 anos e que "análises clínicas, epidemiológicas e toxicológicas indicaram que a doença era de origem psicogênica e foi induzida por estresse. O surto, que começou em uma escola secundária para meninas, pode ter sido desencadeada pelo odor de baixas concentrações de gás sulfídrico (H2S) perto da escola."
O CDC definiu a segunda onda como entre 26 e 28 de março, atingindo principalmente Jenin e aldeias próximas. A segunda onda viu 367 pessoas adoecerem, 246 delas garotas estudantes. O CDC informou que 67% dos pacientes na segunda onda da epidemia eram meninas em idade escolar e que os sintomas "desenvolveram-se em pessoas de todas as faixas etárias e ambos os sexos numa área do leste de Jenin, depois dos residentes locais observarem um carro movendo-se pelas ruas emitindo uma nuvem espessa de fumaça". A terceira onda ocorreu em 3 de abril, com a maioria dos casos na área de Hebrom. As escolas foram fechadas na Cisjordânia após o surto de 3 de abril e a epidemia terminou.
"Os dados recolhidos nestas investigações indicam que a epidemia na Cisjordânia foi desencadeada por fatores psicológicos ou, mais provavelmente, pelo odor de baixas concentrações subtóxicas de gás H2S que escapava de uma latrina na escola secundária em Arrabah. A propagação subsequente do surto foi mediada por fatores psicológicos, ocorridos em um contexto de ansiedade e estresse, e pode ter sido facilitada por reportagens de jornais e rádio que descreveram os sintomas em detalhe e sugeriram fortemente que um gás tóxico era a causa. A epidemia foi provavelmente encerrada pelo fechamento das escolas da Cisjordânia", concluiu o CDC. "Nenhuma evidência foi encontrada para indicar que os pacientes tinham deliberadamente ou conscientemente fabricado seus sintomas. A evidência contra o fingimento foi fornecida por resultados normais no exame físico".
Albert Hefez, o principal investigador psiquiátrico da epidemia para o Ministério da Saúde de Israel, descobriu que ela se espalhou pela comunidade de forma muito semelhante à epidemia de risos em Tanganica, embora também tenha dito que a sua propagação foi impulsionada pelas reportagens da imprensa israelense e pela desconfiança palestina em relação às intenções de Israel na Cisjordânia. “O contexto social e histórico deste incidente pode lançar luz sobre a subsequente bola de neve dos acontecimentos”, escreveu ele. "A área de Djenin está localizada na região da Cisjordânia da Jordânia ocupada pelas forças israelenses desde a Guerra dos Seis Dias de 1967. A população árabe vê a situação como uma ocupação temporária, mas alguns tendem a acreditar que os israelitas fariam qualquer coisa para perpetuar o status quo".
Hefez escreve que o surto realmente se espalhou depois de um artigo de 26 de março no jornal Ma'Ariv intitulado "O envenenamento misterioso continua: 56 meninas do ensino médio envenenadas em Djenin". "A manchete sobre um 'envenenamento misterioso' implicava em hebraico a presença de um autor desconhecido. Nenhuma menção foi feita ao destino do primeiro grupo de meninas... Isso aumentou o medo e a suspeita já existentes entre a população árabe", ele escreveu. Ele também identifica um artigo de primeira página do Ha'aretz de 28 de março como alimentando a histeria local. Esse artigo dizia que investigadores israelenses encontraram indicações preliminares de que gás nervoso havia sido usado e que "fontes do exército israelense suspeitavam de uma tentativa de provocar a população árabe em antecipação ao próximo 'Dia da Terra'".
O psiquiatra escreve que esses relatos espalharam o pânico. “Não só o número de pessoas afetadas estava aumentando rapidamente, como também algum agente desconhecido estava envenenando o público. A resposta à pergunta final de 'Quem está por trás disto?' obviamente dependeria da filiação política de cada um. Assim, o tom e as declarações acusatórias ficaram ainda mais evidentes. Ele aponta para um artigo do Ma'Ariv de 31 de março que levantava a hipótese de que ativistas palestinos estavam divulgando uma história falsa para provocar uma revolta. Alguns médicos israelenses teorizaram que as meninas estavam fingindo. A contra-narrativa palestina emergiu rapidamente, escreveu ele. “A Liga Árabe acusou Israel de usar armas químicas para exterminar o povo árabe, e os médicos árabes do Hospital de Tul-Karem levantaram suspeitas de que o gás se destinava a produzir esterilidade nas meninas afetadas”.
Hefez descobriu que a epidemia atingiu o pico em 1º de abril. "O comunicado oficial rejeitando qualquer etiologia de envenenamento, publicado no jornal matutino Ha'aretz de 1º de abril, apareceu no auge desta onda final. Embora vários casos tenham aparecido após este relatório, o pânico diminuiu."

## Acusações
Antes que a causa fosse determinada como psicológica em abril de 1983, mas os episódios de desmaio levaram a acusações e contra-acusações entre israelenses e palestinos. Israel até prendeu alguns palestinos durante o surto, alegando que a agitação política estava por trás do fenômeno. O New York Times informou que “os líderes palestinos acusaram os colonos e autoridades israelenses de usar 'guerra química' nas escolas da Cisjordânia para expulsar os árabes da área” e que algumas autoridades israelenses “acusaram facções palestinas radicais de usar gás ou produtos químicos para incitar manifestações”.
Os investigadores concluíram que a onda de reclamações foi, em última análise, resultado de histeria em massa, mesmo que algum irritante ambiental estivesse originalmente presente. Esta conclusão foi apoiada por um responsável de saúde palestino, que afirmou que 20% dos primeiros casos podem ter sido causados pela inalação de algum tipo de gás, mas os restantes 80% eram efeitos psicossomáticos.
Albert Hefez, investigador psiquiátrico israelense responsável pelo incidente, descobriu que a imprensa israelense e a comunidade médica palestina alimentaram a histeria em massa. Ele disse que a imprensa israelense, ao especular que "veneno" estava por trás dos incidentes em suas primeiras reportagens e citando oficiais anônimos do exército israelense dizendo que gás com agente nervoso estava sendo usado por militantes palestinos para provocar um levante, espalhou o pânico. Ele descobriu que o pessoal médico árabe, por sua vez, decidiu que o “veneno” devia vir do lado israelense.
"Na epidemia da Cisjordânia na Jordânia, tanto a imprensa israelita como a comunidade médica árabe, aprisionadas nos conflitos sociopolíticos existentes, expressaram os seus pontos de vista e sentimentos à sua maneira particular e, ao fazê-lo, deram impulso ao curso dos acontecimentos."— Albert Hefez (1985)
Baruch Modan, diretor-geral do Ministério da Saúde de Israel, também concluiu que a maioria das pessoas afetadas tinha uma doença psicológica, embora tenha dito que alguns que adoeceram depois de 3 de abril estavam fingindo, quando os epidemiologistas disseram que o surto havia diminuído. Albert Hefez, principal investigador psiquiátrico de Israel sobre o incidente, escreveu em seu estudo de 1985 "O Papel da Imprensa e da Comunidade Médica na epidemia de 'Misterioso Intoxicação do Gás' na Cisjordânia", que notícias de jornais israelitas sobre envenenamento no início da epidemia acrescentaram combustível às chamas. Um artigo de primeira página no Ha'aretz de 28 de março de 1983 chegou a afirmar que investigadores militares israelenses haviam encontrado traços de gás e disseram que "fontes do exército" suspeitavam que militantes palestinos estavam envenenando seu próprio povo para culpar Israel e provocar uma revolta. Líderes palestinos prosseguiram com acusações de que Israel os havia envenenado em uma tentativa de expulsá-los da Cisjordânia. Tal histeria epidêmica tem uma longa história: casos notáveis são os julgamentos das bruxas de Salem, que surgiu de acordo com alguns historiadores da histeria entre as meninas, a epidemia de risos em Tanganica de 1962 e o surto de doenças psicogênicas entre 2008 e 2012 entre alunas afegãs por suspeita de envenenamento pelo Talibã.

### Cenário político
As autoridades palestinas acusaram os israelenses – quer o governo, quer os colonos – de usarem “guerra química” para expulsá-los da Cisjordânia ou para esterilizar as suas mulheres jovens. O presidente da OLP, Yasser Arafat, alegou que isso fazia parte de um "crime planejado e sistemático contra o nosso povo". Algumas autoridades israelenses acusaram os palestinos de usarem veneno para provocar manifestações em massa.
O Christian Science Monitor relatou que os acontecimentos do início de março “produziram uma atmosfera generalizada de desconfiança em toda a Cisjordânia. Os receios dos habitantes da Cisjordânia são alimentados por declarações como a do vice-presidente do Knesset (parlamento) Meir Cohen... que disse em meados de março que Israel cometeu um erro fatal quando não expulsou 200 000 a 300 000 árabes da Cisjordânia através do rio Jordão, na guerra de 1967." O Monitor também relatou que "a expulsão dos árabes da Cisjordânia foi defendida pelo movimento Kach do Rabino Meir Kahane, nascido nos Estados Unidos, ativo na Cisjordânia" e que o surto ocorreu em meio a uma "grande campanha de assentamentos israelenses", criando um ambiente no qual os palestinos estavam prontos para acreditar que estavam sendo envenenados por Israel.
Em 29 de março de 1983, o Vice-Observador Permanente da Organização para a Libertação da Palestina junto às Nações Unidas, Hasan Abdul Rahman, enviou uma carta ao Presidente do Conselho de Segurança da ONU na qual acusava os desmaios terem sido causados por envenenamento israelense. Rahman escreveu que um "pó sulfuroso" foi encontrado em duas escolas, e que uma garrafa de coca-cola contendo uma "substância nociva" e "emitindo vapores" foi encontrada em uma terceira escola. Ele concluiu que “não há dúvida de que foi lançada uma nova fase na campanha de genocídio de Israel contra o povo palestino”. O General-de-Brigada Shlomo Iliya, chefe da administração militar de Israel na Cisjordânia, disse em 5 de abril que os seus homens tinham detido vários palestinos, insistindo que "agitadores políticos" estavam por detrás do surto. Ele disse em entrevista coletiva que “as organizações estudantis palestinas e outros órgãos políticos estavam por trás da doença”.
O governo israelense estava dividido sobre o que estava acontecendo no momento da epidemia. Embora Baruch Modan, diretor-geral do Ministério da Saúde de Israel, acreditasse que eles estavam “lidando com um caso de histeria em massa enraizado no tenso clima anti-israelense na Cisjordânia ocupada”, o Brig. Iliya disse que "tendemos a pensar que tudo foi uma provocação destinada a agitar as ruas normalmente tranquilas de Jenin". Nem todas as autoridades militares concordaram com ele. O General-de-Brigada Moshe Revah, chefe do corpo médico do exército israelense, reconheceu que 10 soldados israelenses em Jenin adoeceram, enquanto dois usando máscaras de gás não. “Os patrulheiros de fronteira não estão imunes a tais fenômenos”.

## Descobertas

### Ausência de veneno
Baruch Modan, Diretor-Geral do Ministério da Saúde de Israel, disse que os primeiros casos podem ter sido causados por um “irritante ambiental”. O pó amarelo que foi visto em torno de uma escola em Jenin provou ser um pólen comum. Embora tenha sido encontrado um vestígio de sulfeto de hidrogênio, os Centros de Controle e Prevenção de Doenças de Atlanta descobriram que a maioria dos casos de desmaios era de natureza psicológica. Um médico palestino de Hebrom disse que "não há sinais de envenenamento. Mesmo assim, algo aconteceu com essas meninas".
Em 31 de março de 1983, o Representante Permanente do Iraque na ONU pediu ao Conselho de Segurança que analisasse "a situação decorrente dos casos de envenenamento em massa que afetaram mais de 1 000 estudantes palestinas", dizendo que "estes casos graves exigem que o Conselho de Segurança cumpra a sua responsabilidade nos termos da Carta das Nações Unidas, a fim de garantir o cumprimento por Israel das regras do direito internacional relativas à proteção da população civil nos territórios árabes e palestinos ocupados".

### Histeria coletiva
Em 4 de abril de 1983, o Conselho de Segurança da ONU reuniu-se e solicitou formalmente ao Secretário-Geral da ONU que conduzisse uma investigação independente dos "casos de envenenamento relatados". A investigação da ONU concluiu que a histeria coletiva era a causa mais provável da epidemia, tal como o fizeram a Cruz Vermelha Internacional, a Organização Mundial de Saúde e o principal investigador psiquiátrico de Israel, Albert Hefez. Em 25 de agosto de 1983, Yehuda Blum, Representante Permanente de Israel nas Nações Unidas, escreveu em uma carta ao Secretário-Geral da ONU que as acusações de envenenamento por Israel eram falsas e "as autoridades médicas israelenses, que imediatamente instituíram um inquérito sobre o assunto, poderiam não estabelecer a existência de qualquer causa orgânica." Um inquérito da Organização Mundial da Saúde também não encontrou causas orgânicas para “esta emergência de saúde mal definida”. A carta também cita o médico da Cruz Vermelha, Franz Altherr, que considerou que "era um fenômeno de massa sem qualquer base orgânica".
No final de abril, uma equipe de investigadores médicos do Departamento de Saúde e Serviços Humanos dos Estados Unidos divulgou o seu próprio relatório, o qual "rejeitou as alegações de que 943 casos de doença aguda durante duas semanas foram causados por envenenamento deliberado ou foram fabricados para fins de propaganda". O relatório “concluiu que os surtos representavam uma epidemia de verdadeira doença psicológica e que a causa desta doença era a ansiedade”. Em uma "nota de editores", o The New York Times pediu desculpas por sua cobertura inicial da epidemia.

"Os primeiros relatórios sugeriram que a doença foi causada por envenenamento em massa. Mas os médicos israelenses e americanos concluíram mais tarde que os sintomas, incluindo tontura, náusea e dores de cabeça, foram causados por histeria em massa. Artigos de 4 de abril, 5 de abril e 26 de abril relataram essas investigações médicas. Mas devido às posições e à extensão relativa dos artigos, o efeito global foi uma maior ênfase na acusação de envenenamento do que na refutação israelense."
O New York Times também pediu desculpas por citar um médico árabe na Cisjordânia, sem dar tempo igual às autoridades israelenses. O médico disse que “as autoridades israelenses o demitiram do cargo de diretor dos serviços de saúde pública porque ele se recusou a concordar que as doenças não tinham base orgânica". O artigo omitiu a explicação israelita para a sua demissão: que ele tinha permitido que “esquerdistas” passeassem nos hospitais, que tinha desencorajado os hospitais a liberarem as alunas depois destas terem se recuperado, e que ele estava tentando inflamar a situação. A cobertura deu mais peso às acusações árabes do que às explicações americanas e israelenses. Não havia justificativa jornalística para a disparidade.

### Comparações com um libelo de sangue
Dan Margalit, do jornal israelense Ha'aretz, escreveu em março de 1983 que as acusações feitas a Israel sobre os desmaios "podem ainda se tornar um libelo de sangue moderno contra os judeus". O livro de Raphael Israeli de 2002, Poison: modern manifestations of a blood libel (Veneno: manifestações modernas de um libelo de sangue, em tradução livre), argumenta que a epidemia de desmaio foi em grande parte uma grande mentira destinada a prejudicar a imagem de Israel.